# Ki Hong Lee
Ki Hong Lee, född 30 september 1986 i Seoul, är en amerikansk skådespelare. Han är känd för sin roll som Minho i The Maze Runner-filmserien.

## Filmografi (i urval)
- 2010 – Social Network
- 2010 – Victorious (TV-serie)
- 2010 – Modern Family (TV-serie)
- 2010 – The Secret Life of the American Teenager (TV-serie)
- 2011 – New Girl (TV-serie)
- 2013 – Blue Bloods (TV-serie)
- 2014 – NCIS (TV-serie)
- 2014 – The Maze Runner
- 2015 – Maze Runner: The Scorch Trials
- 2015–2016 – Unbreakable Kimmy Schmidt (TV-serie)
- 2017 – Wish Upon
- 2018 – Maze Runner: The Death Cure
- 2021 – Robot Chicken (TV-serie)